# استجابة إجفالية

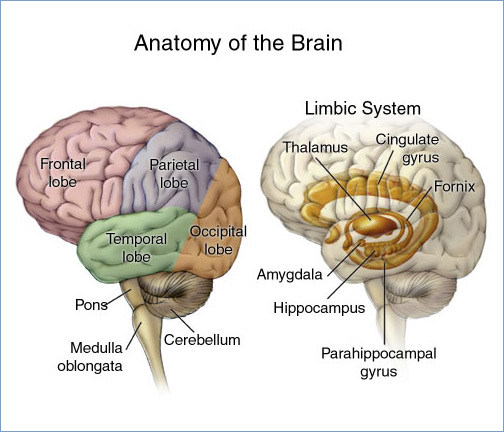
تخطيط الدماغ

في الحيوانات، بما في ذلك البشر، تكون الاستجابة الإجفالية عبارة عن استجابة دفاعية غير واعية للمنبهات المفاجئة أو المهددة، مثل الضوضاء المفاجئة أو الحركة الحادة، وهي مرتبطة بالتأثير السلبي. عادة ما تكون بداية الاستجابة الإجفالية هي المنعكس الإجفالي. المنعكس الإجفالي هو استحابة أو ردة فعل لجذع الدماغ (منعكس) يعمل على حماية الأجزاء الضعيفة، مثل مؤخرة العنق (جفل كامل الجسم) والعينين (رمش العين) ويسهل الهروب من المحفزات المفاجئة. تم العثور على هذه الاستجابة في العديد من الأنواع. قد تحدث مجموعة متنوعة من الاستجابات بسبب الحالة العاطفية للفرد، وضعية الجسم،الاستعداد لتنفيذ مهمة حركية،أو أنشطة أخرى. يمكن أن تكون الاستجابة الإجفالية ذات علاقة في تكوين أنواع معينة من الرهاب.

## الاستجابة الإجفالية

### الفيزيولوجيا العصبية
يمكن حدوث منعكس إجفال في الجسم عبر سلسلة من العمليات. ينتقل المنعكس الناتج عن صوت عالٍ مفاجئ عبر المسار الأساسي لمنعكس الإجفال السمعي الذي يتكون من ثلاث نقاط تشابك عصبي رئيسية، أو إشارات تنتقل عبر الدماغ.
أولًا: يوجد تشابك من ألياف العصب السمعي في الأذن إلى العصبونات الجذرية القوقعية «CRN». تُعد هذه أول العصبونات السمعية في الجهاز العصبي المركزي. أظهرت الدراسات ارتباطًا مباشرًا بين انخفاض شدة الإجفال وعدد عصبونات «CRN» المتضررة. 
ثانيًا: يوجد تشابك من محاور عصبونات «CRN» إلى خلايا النواة الشبكية الجسرية الذيلية «PnC» في الدماغ. تقع هذه العصبونات في الجسر من جذع الدماغ. أظهرت دراسة قامت بتعطيل هذا الجزء من المسار عبر حقن مواد مثبطة لـ«PnC» انخفاضًا كبيرًا في شدة الإجفال بنسبة 80 إلى 90 بالمائة. 
ثالثًا: يحدث تشابك من محاور «PnC» إلى العصبونات الحركية في نواة الوجه الحركية أو النخاع الشوكي، والتي تتحكم مباشرةً أو غير مباشرة في حركة العضلات. يؤدي تنشيط نواة الوجه الحركية إلى ارتجاج الرأس، بينما يتسبب التنشيط في النخاع الشوكي في إجفال كامل الجسم.
خلال الفحوصات العصبية الحركية لحديثي الولادة، يُلاحظ تداخل كبير بين أنماط رد فعل الإجفال ومنعكس مورو في عدة تقنيات، مع تمييز ملحوظ هو غياب تباعد الذراعين خلال استجابات الإجفال.

### التطبيق في الإعدادات المهنية
درس باحثون من قسم الطيران واللوجستيات بجامعة كوينزلاند الجنوبية عام 2005 أداء طياري الطائرات بعد أحداث حرجة غير متوقعة. بتحديد تأثير الاستجابة الإجفالية السلبي كعامل مسبب أو مساهم في حوادث الطيران الحديثة، أكدت الدراسة أن الخوف الناتج عن التهديدات خاصة المهددة للحياة يثير التأثيرات الإجفالية التي أضرت بأداء الطيارين. ناقشت الدراسة استراتيجيات تدريبية لمعالجة ذلك، منها تعريض الطيارين لأحداث حرجة غير متوقعة بشكل متكرر لتحسين ردود أفعالهم. دراسة لاحقة أجرتها الهيئة الفيدرالية للطيران «FAA» عام 2017 أكدت هذه النتائج، مشيرةً إلى أن الإجفال قد تسبب «تجميدًا إدراكيًا» يدوم حتى 30 ثانية، قد يفشل الطيارون خلالها في تنفيذ إجراءات حرجة. توصي الهيئة الآن بتدريبات خاصة لإدارة الإجفال في أجهزة محاكاة الطيران، تركز على تمييز حالة التجميد الناتجة عن الإجفال وتقنيات استعادة العمليات الإدراكية والحركية بسرعة.